# Meta Grosman
Meta Grosman, slovenska anglistka, literarna zgodovinarka, * 18. maj 1936, Ljubljana.

## Življenje in delo
Maturirala je na Klasični gimnaziji. Na Filozofski fakulteti je leta 1960 diplomirala iz angleškega in nemškega jezika. S študijem je nadaljevala na Univerzi v Cambridgeu v Združenem kraljestvu, nato je odšla v London (1963–1964) in v ZDA, kjer je leta 1965 magistrirala na Univerzi v Miamiju v Ohiu. Leta 1971 je iz angleške literarne teorije doktorirala na Filozofski fakulteti v Ljubljani z naslovom Odnos med bralcem in besedno umetnino v luči angleške literarne kritike (1921–1961) (COBISS). Zaposlena je kot redna profesorica za angleško in ameriško književnost na Oddelku za anglistiko in amerikanistiko na Filozofski fakulteti v Ljubljani. Pri pedagoškem delu se ukvarja predvsem s sodobnim angleškim romanom ter angloameriško literarno teorijo in kritiko. V obdobju 1987/88 je bila gostujoča profesorica Fulbrightovega programa na Univerzi Kalifornije, Berkeley. Skoraj desetletje je bila predstojnica oddelka za anglistiko, ki je pridobil ključne kadre in razvila močni katedri za jezikoslovje ter specialno didaktiko angleščine. Omogočila je zasuk od tradicionalnih metod poučevanja k sodobnejšim, na študenta osredotočenih oblikam predavanj, seminarjev in vaj. Stari oče Mete Grosman je bil avtor prvih slovenskih filmov Karol Grossmann. 
Meta Grosman je strokovnjakinja, ki se ukvarja z branjem in recepcijo književnosti, metodiko pouka književnosti ter tudi teorijo prevajanja. V domačih in mednarodnih revijah objavlja študije s področja književnosti v angleščini, prevodoslovja in medkulturnosti ter deluje v mednarodnih društvih s teh področij. Na Oddelku za anglistiko in amerikanistiko je vpeljala vsakoletne seminarje stalnega strokovnega izpopolnjevanja za osnovnošolske in srednješolske učitelje angleščine. Teh seminarjev pa se pogosto udeležujejo tudi visokošolski predavatelji angleščine iz nefiloloških oddelkov ali celo fakultet, saj tudi zanje pomenijo kvaliteten stik tako z ožje strokovnimi kot didaktičnimi novostmi pri pouku angleščine. Leta 2006 je prejela društveno priznanje SOVA Slovenskega društva za visokošolsko didaktiko. Istega leta je postala tudi dobitnica plakete Filozofske fakultete za svoje izjemno delo na didaktičnem in šolskem področju anglistike. 
Univerza v Ljubljani ji je leta 2010 podelila naziv zaslužna profesorica. 
Meta Grosman je bila predsednica Sveta za humanistiko Slovenije. Leta 1993 je ustanovila Slovensko društvo za angleške študije (SDAŠ). Bila pa je tudi njegova prva predsednica. Od leta 1995 je predsednica Bralnega društva Slovenije. Vse od 1996 je tudi članica odbora FILLM, združenja vseh mednarodnih društev za književnost, jezikoslovje in kulturne študije, katerega podpredsednica je bila od leta 2002 do 2006. Leta 1997 je prejela nagrado Ministrstva za šolstvo za dosežke na univerzitetni ravni. Je tudi članica uredniškega odbora strokovne revije Otrok in knjiga in mednarodnega revije European Journal of English Studies. Kot članica je sodelovala tudi pri pripravi Nacionalnega programa za razvoj pismenosti, ki je nastal leta 2006. Za leto 2011 je prejela nagrado slovenske sekcije IBBY, namenjeno promotorjem mladinske književnosti in branja.